# Cesàro-Mittel
Als Cesàro-Mittel oder Cesàro-Durchschnitte werden die zu einer gegebenen Zahlenfolge aus den ersten {\displaystyle n} Folgengliedern gebildeten arithmetischen Mittel bezeichnet. Wenn diese für wachsende {\displaystyle n} konvergieren, spricht man von Cesàro-Konvergenz. Im Falle von Reihen (als Folgen von Partialsummen) spricht man auch von Cesàro-Summierbarkeit und bezeichnet den Grenzwert als Cesàro-Summe. Diese Begriffsbildung geht auf den italienischen Mathematiker Ernesto Cesàro zurück und ermöglicht eine Erweiterung des normalen Konvergenzbegriffs. Sie ist deswegen insbesondere in der Theorie der divergenten Reihen und der Fourier-Analysis von Bedeutung.

## Definition
Zu einer gegebenen Zahlenfolge {\displaystyle (a_{n})_{n\in \mathbb {N} }} bildet man die arithmetischen Mittel über die ersten {\displaystyle n} Folgenglieder, also
{\displaystyle {\begin{aligned}\sigma _{1}&=a_{1}\\\sigma _{2}&={\frac {a_{1}+a_{2}}{2}}\\\sigma _{3}&={\frac {a_{1}+a_{2}+a_{3}}{3}}\\&\;\;\vdots \\\sigma _{n}&={\frac {a_{1}+\ldots +a_{n}}{n}}\\&\;\;\vdots \end{aligned}}}
Man bezeichnet {\displaystyle \sigma _{n}} dann als das {\displaystyle n}-te Cesàro-Mittel beziehungsweise die Folge {\displaystyle (\sigma _{n})_{n\in \mathbb {N} }} als Folge der  Cesàro-Mittel.
Konvergiert die Folge {\displaystyle (a_{n})_{n\in \mathbb {N} }} gegen einen Wert {\displaystyle a}, so konvergiert nach dem Cauchyschen Grenzwertsatz auch die Folge der Cesàro-Mittel {\displaystyle (\sigma _{n})_{n\in \mathbb {N} }} gegen {\displaystyle a}, das heißt, aus {\displaystyle a_{n}\rightarrow a} folgt  {\displaystyle \sigma _{n}\rightarrow a} oder ausgeschrieben  {\displaystyle {\tfrac {a_{1}+\ldots +a_{n}}{n}}\rightarrow a}. Die Folge der Cesàro-Mittel {\displaystyle (\sigma _{n})_{n\in \mathbb {N} }} kann jedoch auch konvergieren, ohne dass die Ausgangsfolge {\displaystyle (a_{n})_{n\in \mathbb {N} }} konvergiert.
Ein Beispiel hierfür ist die alternierende Folge {\displaystyle \left((-1)^{n+1}\right)_{n\in \mathbb {N} }=(1,-1,1,-1,\ldots )}, sie selbst ist divergent, aber die Folge ihrer Cesàro-Mittel {\displaystyle (\sigma _{n})_{n\in \mathbb {N} }=(1,0,{\tfrac {1}{3}},0,{\tfrac {1}{5}},\ldots )=\left({\tfrac {1+(-1)^{n+1}}{2n}}\right)_{n\in \mathbb {N} }} konvergiert gegen 0.
Damit hat man eine Erweiterung des normalen Konvergenzbegriffes für Folgen und bezeichnet eine Folge dementsprechend als Cesàro-konvergent, wenn die Folge ihrer Cesàro-Mittel konvergiert.

## Spezialfall Reihen
Ein wichtiger Spezialfall ist die Anwendung der Cesàro-Mittel beziehungsweise der Cesàro-Konvergenz auf Reihen, das heißt auf die Folge der Partialsummen einer Reihe. Zu einer Folge {\displaystyle (a_{n})_{n\in \mathbb {N} }} sind die Partialsummen der Reihe {\displaystyle \textstyle \sum a_{n}} definiert als:
{\displaystyle {\begin{aligned}s_{1}&=a_{1}\\s_{2}&=a_{1}+a_{2}\\s_{3}&=a_{1}+a_{2}+a_{3}\\&\;\;\vdots \\s_{n}&=a_{1}+\ldots +a_{n}\\&\;\;\vdots \end{aligned}}}
Zu dieser Folge {\displaystyle (s_{n})_{n\in \mathbb {N} }} bildet man nun die Cesàro-Mittel {\displaystyle \sigma _{n}={\tfrac {s_{1}+\ldots +s_{n}}{n}}}. Konvergieren diese, das heißt {\displaystyle \sigma _{n}\rightarrow \sigma }, so bezeichnet man die Reihe {\displaystyle \textstyle \sum a_{n}} Cesàro-konvergent, Cesàro-summierbar oder {\displaystyle C_{1}}-summierbar zum Wert {\displaystyle \sigma } und schreibt {\displaystyle C{\text{-}}\sum _{n=1}^{\infty }a_{n}=\sigma }. Den Grenzwert {\displaystyle \sigma } nennt man Cesàro-Summe und auch die Ausgangsfolge {\displaystyle (a_{n})_{n\in \mathbb {N} }} wird dann als Cesàro-summierbar oder {\displaystyle C_{1}}-summierbar zum Wert {\displaystyle \sigma } bezeichnet.
Bildet man zu der obigen Beispielfolge {\displaystyle (a_{n})_{n\in \mathbb {N} }} mit {\displaystyle a_{n}=(-1)^{n+1}} die zugehörige Reihe {\displaystyle \sum _{n=1}^{\infty }(-1)^{n+1}}, dann erhält man die folgenden Partialsummen:
{\displaystyle {\begin{aligned}s_{1}&=1\\s_{2}&=1-1=0\\s_{3}&=1-1+1=1\\&\;\;\vdots \\s_{2n}&=\sum _{k=1}^{2n}(-1)^{k+1}=0\\s_{2n+1}&=\sum _{k=1}^{2n+1}(-1)^{k+1}=1\\&\;\;\vdots \end{aligned}}}
Die Cesàro-Mittel über die Folge dieser Partialsummen lauten dann:
{\displaystyle {\begin{aligned}\sigma _{1}&=1\\\sigma _{2}&={\tfrac {1+0}{2}}={\tfrac {1}{2}}\\\sigma _{3}&={\tfrac {1+0+1}{3}}={\tfrac {2}{3}}\\&\;\;\vdots \\\sigma _{2n}&={\frac {1}{2n}}\sum _{k=1}^{2n}s_{k}={\tfrac {n}{2n}}={\tfrac {1}{2}}\\\sigma _{2n+1}&={\frac {1}{2n+1}}\sum _{k=1}^{2n+1}s_{k}={\tfrac {n+1}{2n+1}}={\tfrac {1}{2}}+{\tfrac {1}{2\cdot (2n+1)}}\\&\;\;\vdots \end{aligned}}}
Es gilt {\displaystyle \sigma _{n}\rightarrow {\tfrac {1}{2}}} und damit {\displaystyle C{\text{-}}\sum _{n=1}^{\infty }(-1)^{n+1}={\tfrac {1}{2}}}. Diese Reihe wird auch als Grandi-Reihe bezeichnet.

## Terminologie
Viele Autoren definieren die Cesàro-Konvergenz nur für Reihen, das heißt, sie betrachten nur die Cesàro-Mittel der zugehörigen Partialsummen. Bezogen auf eine Reihe {\displaystyle \textstyle \sum a_{n}} haben die Bezeichnungen Cesàro-konvergent, Cesàro-summierbar oder {\displaystyle C_{1}}-summierbar die gleiche Bedeutung. Dies ist aber nicht der Fall, wenn man sich auf die Folge {\displaystyle (a_{n})_{n\in \mathbb {N} }} bezieht. Hier haben  Cesàro-Konvergenz und Cesàro-Summierbarkeit eine unterschiedliche Bedeutung, denn die Konvergenz bezieht sich dann auf die Cesàro-Mittel der Folgenglieder, während sich die Summierbarkeit auf die Cesàro-Mittel der aus den Folgengliedern gebildeten Partialsummen bezieht und damit der Summierbarkeit beziehungsweise Konvergenz der zugehörigen Reihe {\displaystyle \textstyle \sum a_{n}} entspricht.

## Anwendungen
Die Anwendung des Cesàro-Mittels auf den Dirichlet-Kern in der Fourier-Analysis führt zum Fejér-Kern und dem Satz von Fejér, der das Konvergenzverhalten von Fourier-Reihen beschreibt. In der Theorie der divergenten Reihen lässt sich mit Hilfe der Cesàro-Mittel bestimmten divergenten Reihen ein Grenzwert im Sinne der Cesàro-Konvergenz zuordnen.